# Нагрудний знак «За боротьбу з партизанами»

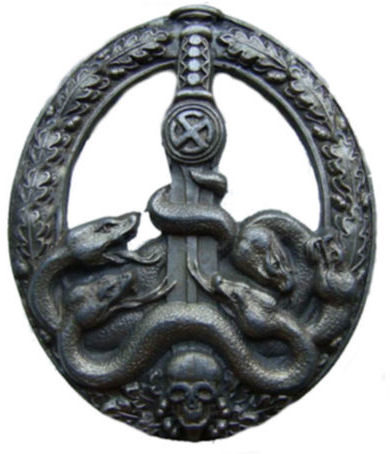
Знак «За боротьбу з партизанами» в бронзі

Нагрудний знак «За боротьбу з партизанами» (нім. Bandenkampfabzeichen) — військова нагорода Третього Рейху.

## Опис
Ззовні знак нагадував знак самооборони Верхньої Сілезії 1920 року.
На знакові зображено встромлений в землю на знак припинення воєн переможний німецький меч. У нижній частині знака знаходиться череп — один із символів СС. Лезо меча обвиває Гідра — міфологічна п'ятиголова змія, що символізує численні партизанські банди (в давньогрецькій міфології у Гідри замість відрубаної голови виростає нова). Вся композиція обрамлялася вінком з дубового листя.
Для виготовлення знаків застосовувався цинк, використовувалися технології об'ємного штампування і лиття під тиском, з наступним нанесенням бронзового, срібного або золотого покриття. Відомі варіанти з суцільнолитими і порожніми штампованими дубовим листям. Шпилька, в залежності від виробника, могла бути плоскою штампованою або стандартною з круглим поперечним перерізом. Розміри нагороди — 57 × 49 мм.

## Історія
Знак був заснований 29 січня 1944 року Адольфом Гітлером для нагородження бійців, які брали участь у боях з партизанами.
В кінці 1944 року Генріх Гіммлер замовив у фірми «Юнкер» в Берліні від 10 до 20 золотих знаків, виготовлених із позолоченого срібла і прикрашених діамантами. Офіційних даних щодо нагородження цими золотими знаками немає, а місце знаходження виготовлених знаків невідоме.

## Умови нагородження
Знак мав 3 ступені:
- 3-й ступінь (в бронзі) — за 20 днів боїв для сухопутних військ або за 30 бойових вильотів для люфтваффе.
- 2-й ступінь (в сріблі) — за 50 днів боїв для сухопутних військ, або за 75 бойових вильотів для люфтваффе.
- 1-й ступінь (в золоті) — за 100 днів боїв для сухопутних військ, або за 150 бойових вильотів для люфтваффе.

Дні враховувались наступним чином:
- Для піхоти — кожне бойове зіткнення із партизанами (ближній бій);
- Для важкої та зенітної артилерії. — кожен ближній бій артилеристів із партизанами;
- Для люфтваффе — кожен успішний бойовий виліт, під час якого екіпажам літаків вдавалось виконати наказ, пов'язаний із боротьбою з партизанами. Кожен збитий ворожий літак при цьому прирівнювався до трьох днів боїв.

Участь в боях враховувалиса із 1 січня 1943 року.
З 5 жовтня 1944 року критерії нагородження були розширені: знак могли отримати не тільки службовці вермахту, СС і поліції, а й усі, хто брав участь у антипартизанських акціях.
Нагородження здійснювалося на рівні вищих офіцерів поліції і військ СС, а також вищими офіцерами Вермахту. Знак носили на лівій нагрудній кишені кітеля, нижче Залізного хреста 1-го класу. Спосіб кріплення — шпилька.
Нагородження знаком могло відбуватись посмертно: в такому випадку нагороду в якості пам'ятки отримували родичі загиблого.

## Відомі нагороджені
Кількість нагороджених знаком невідома.
- Оскар Дірлевангер
- Курт Вайссе
- Еріх фон дем Бах
- Густав Ломбард
- Отто Гелльвіґ
- Юрґен Штроп
- Броніслав Камінський

### Нагороджені золотим знаком
21 лютого 1945 року Гіммлер нагородив трьох бійців військ СС за участь у боях з партизанами в оперативній зоні Адріатичного узбережжя.

## Сучасний статус нагороди

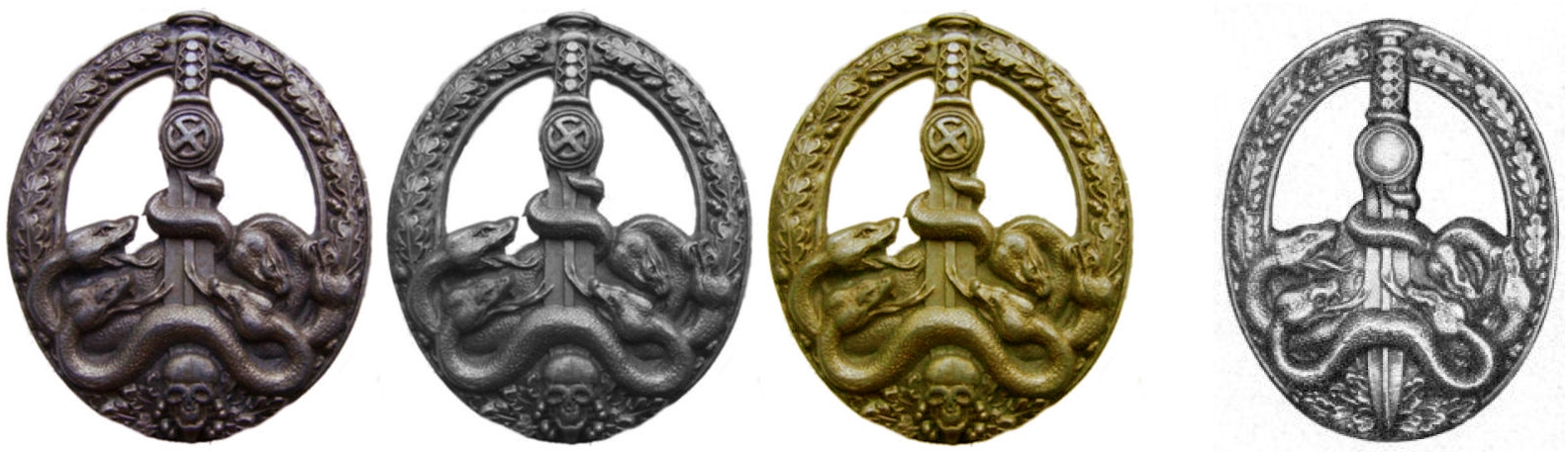
Ступені знака. Крайній праворуч — денацифікований знак.

Відповідно до закону Німеччини про порядок нагородження орденами та про порядок носіння від 26 липня 1957 року (нім. Gesetz uber Titel, Orden und Ehrenzeichen) носіння знаку дозволяється у денацифікованому вигляді — без свастики і черепа.

## Цікаві факти
- На знакові зображений коловий варіант свастики — «сонячне коло».
- Знак схожий на нарукавний знак співробітників поліції спеціального призначення МВС Російської Федерації.